# Alec John Such
Alexander John Such (Yonkers, 14 de novembro de 1951— Condado de Horry, 5 de junho de 2022) foi um  músico estadunidense. Ele é mais conhecido por ter sido baixista e fundador da banda de hard rock Bon Jovi de 1982 a 1994.

## Biografia
De origem humilde, Alec trabalhou como engraxate quando adolescente, e, com o dinheiro que juntou, comprou seu primeiro baixo elétrico. Aprendeu a tocar ouvindo discos em sua casa, e logo depois começou a participar de bandas de rua. Ao se aperfeiçoar no instrumento, tocou com bandas como Phantom's Opera (com Tico Torres) e The Massage (com Richie Sambora). Colecionar armas antigas e motos eram seus passatempos. Alec também era apaixonado por cavalos. Sua última participação no Bon Jovi foi na coletânea Cross Road, em 1994, quando gravou as músicas "Always" e "Someday I'll Be Saturday Night", inéditas até então. O motivo de sua saída até hoje não foi totalmente esclarecido. Após sua saída, começou a trabalhar como produtor musical. Foi substituído por Hugh McDonald. Ele entrou para o Rock and Roll Hall of Fame como membro do grupo em 2018.
Alec morreu no dia 5 de junho de 2022, aos 70 anos. A causa da morte foi um ataque cardíaco.